# Sestre Milosrdnog Isusa
Sestre Milosrdnog Isusa (na poljskom: Sióstr Jezusa Miłosiernego) su katolička ženska redovnička družba.
Sestre Milosrdnog Isusa utemeljene su u Vilniusu, glavnom gradu Litve 1942. zalaganjem poljskoga svećenika bl. Mihaela Sopoćkoga. Duhovnost ove ženske redovničke zajednice povezana je sa spisima časne sestre sv. Faustine Kowalske, kojoj je Sopoćko bio ispovijednik i duhovnik. Njezina rana smrt spriječila ju je, da osobno utemelji Sestre Milosrdnog Isusa; čak ni Sopoćko nije izravno intervenirao u djelovanje ove redovničke zajednice, ali je ostao u stalnoj korespondenciji s prvim časnim sestrama brinući o njihovom razvoju.
Zajednički život redovnica započeo je tek 1947. u Myślibórzu na zapadu Poljske, a Družba je biskupskog prava od 1955. zalaganjem Zygmunta Szelążeka, kaptolskoga vikara iz Gorzówa. 
Sestre su posvećene širenju pobožnosti prema milosrdnom Isusu i apostolatu u župama. Razlog osnivanja Družbe navela je bl. s. Faustina Kowalska, duhovna majka Družbe: Bog traži redovničku zajednicu koja će propovijedati Božje milosrđe i izmoliti ga svijetu. Isus je sv. Faustini odjavio da želi upravo takvu redovničku zajednicu.
Sestre Milosrdnog Isusa prisutne su u mnogo država svijeta kao što su: Hrvatska, Bosna i Hercegovina, Bjelorusija, Brazil, Kanada, Francuska, Njemačka, Izrael, Litva, Poljska, Ukrajina; sjedište je u poljskom gradu Gorzów Wielkopolski.
Na kraju 2008. godine, bilo je 137 redovnica u 33 kuće.

## Vanjske poveznice
- Službena internetska stranica  Arhivirana inačica izvorne stranice od 20. ožujka 2021. (Wayback Machine)